# 栋比尔
栋比尔是德国巴伐利亚州的一个市镇。总面积17.90平方公里，总人口1613人，其中男性827人，女性786人（2011年12月31日），人口密度90人/平方公里。